# Anemia organensis
Anemia organensis là một loài dương xỉ trong họ Anemiaceae. Loài này được Rosenst. mô tả khoa học đầu tiên năm 1924.